# Perissocytheridea
Perissocytheridea is een geslacht van kreeftachtigen uit de klasse van de Ostracoda (mosselkreeftjes).

## Soorten
- Perissocytheridea (Kroemmelbeinella) coae (Mostafawi, 1983) Witte, 1993
- Perissocytheridea (Kroemmelbeinella) ebutemettaensis (Omatsola, 1970) Witte, 1993
- Perissocytheridea (Kroemmelbeinella) japonica (Ishizaki, 1968) Witte, 1993
- Perissocytheridea (Kroemmelbeinella) libidinosa (Witte, 1986) Witte, 1993
- Perissocytheridea (Kroemmelbeinella) perfidiosa Witte, 1993
- Perissocytheridea aestuaria Benson & Maddocks, 1964
- Perissocytheridea alata Bold, 1946 †
- Perissocytheridea ayalai Morales, 1966
- Perissocytheridea bicelliforma Swain, 1955
- Perissocytheridea bisulcata Teeter, 1975
- Perissocytheridea bosoensis Yajima, 1978
- Perissocytheridea brachyforma Swain, 1955
- Perissocytheridea cahobensis Bold, 1981 †
- Perissocytheridea carrenoae Nicolaidis & Coimbra, 2008 †
- Perissocytheridea chuangyanga Hu & Tao, 2008
- Perissocytheridea compacta (Guan, 1978) Gou in Gou, Chen, Guan, Jian, Liu, Lai & Chen, 1981 †
- Perissocytheridea compressa Bold, 1975 †
- Perissocytheridea costata (Hartmann, 1957)
- Perissocytheridea cribrosa (Klie, 1933) Keyser, 1976
- Perissocytheridea dentatomarginata (Hartmann, 1957) Benson, 1965
- Perissocytheridea estribeirensis Andreu, 1983 †
- Perissocytheridea estuaria Benson & Maddocks, 1964
- Perissocytheridea estuarina Benson & Maddocks, 1964
- Perissocytheridea excavata (Swain, 1955) Morales, 1966
- Perissocytheridea fidelis (Guan, 1978) Gou, Zheng & Huang, 1983 †
- Perissocytheridea formosana Hu, 1984 †
- Perissocytheridea fredericensis Apostolescu, 1957 †
- Perissocytheridea gibba (Klie, 1939) Llano, 1982
- Perissocytheridea grabra Guan & Lai in Gou, Chen, Guan, Jian, Liu, Lai & Chen, 1981 †
- Perissocytheridea gracilis Stephenson, 1938 †
- Perissocytheridea haha Hu, 1977 †
- Perissocytheridea haitensis Bold, 1981 †
- Perissocytheridea ignota Szczechura, Abd-Elshafy & Babinot, 1991 †
- Perissocytheridea inabai Okubo, 1983
- Perissocytheridea istriana Babinot, 1988 †
- Perissocytheridea jannishenga Hu & Tao, 2008
- Perissocytheridea japonica Ishizaki, 1968
- Perissocytheridea kroemmelbeini Pinto & Ornellas, 1970
- Perissocytheridea laevis Benson & Coleman, 1963
- Perissocytheridea laminensis Andreu & Ettachfini, 1994 †
- Perissocytheridea lohanna Hu & Tao, 2008
- Perissocytheridea matsoni (Stephenson, 1935) Stephenson, 1938 †
- Perissocytheridea meyerabichi (Hartmann, 1953)
- Perissocytheridea murrellensis Whatley, Toy, Moguilevsky & Coxill, 1995
- Perissocytheridea odomensis Swain & Brown, 1964 †
- Perissocytheridea palda (Benson, 1959) Benson, 1965
- Perissocytheridea postituberculata Guan & Lai in Gou, Chen, Guan, Jian, Liu, Lai & Chen, 1981 †
- Perissocytheridea pumila Bold, 1975 †
- Perissocytheridea punctata (Hartmann, 1957) Benson, 1965
- Perissocytheridea reticulata (Bold, 1957) Bold, 1958 †
- Perissocytheridea retiformis Hao (Yi-Chun) in Ruan & Hao (Yi-Chun), 1988
- Perissocytheridea rugata Swain, 1955
- Perissocytheridea salpinoformis (Guan, 1978) Gou in Gou, Chen, Guan, Jian, Liu, Lai & Chen, 1981 †
- Perissocytheridea sanatoniensis Whatley, Moguilevsky, Toy, Chadwick, Ramos, 1997
- Perissocytheridea sohni (Rosenfeld, 1974) Szczechura, Abd-Elshafy & Babinot, 1991 †
- Perissocytheridea spinulifera Ruan in Zeng, Ruan, Xu, Sun & Su, 1988
- Perissocytheridea subpyriforma Edwards, 1944 †
- Perissocytheridea subrugosa (Brady, 1870) Bold, 1963
- Perissocytheridea swaini Benson & Kaesler, 1963
- Perissocytheridea tamaensis Andreu & Ettachfini, 1994 †
- Perissocytheridea troglodyta (Swain, 1955) Krutak, 1979
- Perissocytheridea tschoppi
- Perissocytheridea ventriconvexa Ruan in Zeng, Ruan, Xu, Sun & Su, 1988